# Gerald B. Lefcourt
Gerald Bernard Lefcourt é um advogado de defesa criminal com reputação de conquistar clientes impopulares e de alto perfil, incluindo um co-réu de Michael Milken,[carece de fontes?] o financista e criminoso sexual registrado Jeffrey Epstein, os Panteras Negras, o ativista/autor Abbie Hoffman, o hoteleiro Harry Helmsley, o ex-presidente da Assembleia do Estado de Nova Iorque Mel Miller e os atores Russell Crowe e Tracy Morgan. Ele foi uma personalidade de destaque no documentário de 2006, Giuliani Time. Suas vitórias incluíram uma total absolvição do rap mogul e da Murder, Inc. O fundador da gravadora Irv Gotti, sob acusações federais de lavagem de dinheiro. Lefcourt era advogado de David Amir Makov, colaborador e colaborador não-KMPG, na acusação federal de fraude de abrigo fiscal da KPMG em 2008, que se acredita ser o maior caso de fraude fiscal já apresentado na história dos Estados Unidos.[carece de fontes?]
Em 2007, enquanto os advogados de defesa criminal estavam finalizando o acordo judicial de Jeffrey Epstein, Epstein doou 250 mil dólares à Fundação de Justiça Criminal, com sede em Washington, onde Gerald Lefcourt era membro do conselho em 2007, mostram documentos públicos.

## Biografia
Lefcourt se formou na Brooklyn Law School, turma de 1967, e dirige uma firma de quatro advogados em Nova Iorque especializada em defesa criminal. Considerado um dos melhores advogados do país e porta-voz da barra de defesa, ele foi ex-presidente da Associação Nacional de Advogados de Defesa Criminal, a New York Criminal Bar Association e fundador da New York State Association of Criminal Defense Lawyers. Lefcourt também é palestrante e membro do painel e é autor de publicações sobre assuntos jurídicos, incluindo confisco de bens, ética jurídica, escutas telefônicas, negociação de argumentos, intimações a advogados e representação de testemunhas do júri.
Ele foi nomeado como um dos melhores advogados de Nova Iorque pelo "Who's Who in Criminal Defense Bar" do New York Law Journal de 1983 e recebeu o Prêmio de Praticante de Destaque do New York State Bar em 1985 e 1993, e a maior honra da Associação Nacional de Advogados de Defesa Criminal, o Prêmio Memorial Robert C. Heeney, em 1993. Em 1997, ele recebeu o Prêmio Thurgood Marshall Lifetime Achievement Award pela Associação de Advogados de Defesa Criminal do Estado de Nova Iorque.

## Vida pessoal
Lefcourt casou-se duas vezes. Sua primeira esposa foi Ilene Sackler Lefcourt, filha de Mortimer Sackler. Lefcourt tem um filho, Jeffrey Lefcourt, e duas filhas, Karen Lefcourt-Taylor e Alison Lefcourt. Lefcourt é casado com Robin Lewis Lefcourt.